# جان ميشال سما لوكوندي
جان ميشال سما لوكوندي (مواليد 4 أغسطس 1977) هو سياسي من الكونغو يشغل منصب رئيس الوزراء منذ 15 فبراير 2021.